# Epilobium astonii
Epilobium astonii är en dunörtsväxtart som först beskrevs av Harry Howard Barton Allan, och fick sitt nu gällande namn av John Earle Raven och Engelhorn. Epilobium astonii ingår i släktet dunörter, och familjen dunörtsväxter. Inga underarter finns listade i Catalogue of Life.